# Frullania lobulata
Frullania lobulata là một loài Rêu trong họ Jubulaceae. Loài này được (Hook.) Dumort. mô tả khoa học đầu tiên năm 1835.